# Chuparapijlstaartrog
De chuparapijlstaartrog (Styracura schmardae) is een vis uit de familie van zoetwaterroggen (Potamotrygonidae), orde Myliobatiformes, die voorkomt in het westen en het zuidwesten van de Atlantische Oceaan.

## Beschrijving
De chuparapijlstaartrog kan een maximale lengte bereiken van 200 cm.

## Voorkomen
Het is een zoutwatervis die voorkomt in tropische wateren.

## Relatie tot de mens
De chuparapijlstaartrog is voor de visserij van beperkt commercieel belang. Voor de mens is de chuparapijlstaartrog giftig.
De soort staat op de Rode Lijst van de IUCN met status "Bedreigd".